# Матова (Міннесота)
Матова (англ. Mahtowa) — переписна місцевість (CDP) в США, в окрузі Карлтон штату Міннесота. Населення — 332 особи (2020).

## Географія
Матова розташована за координатами 46°33′17″ пн. ш. 92°37′54″ зх. д. / 46.55472° пн. ш. 92.63167° зх. д. (46.554781, -92.631629).  За даними Бюро перепису населення США в 2010 році переписна місцевість мала площу 27,45 км², з яких 27,43 км² — суходіл та 0,02 км² — водойми.

## Демографія
Згідно з переписом 2010 року, у переписній місцевості мешкало 370 осіб у 142 домогосподарствах у складі 107 родин. Густота населення становила 13 особи/км².  Було 149 помешкань (5/км²).
Расовий склад населення:
| - 98,1 % — білих - 0,5 % — корінних американців - 0,3 % — азіатів |

До двох чи більше рас належало 1,1 %. Частка іспаномовних становила 0,0 % від усіх жителів.
За віковим діапазоном населення розподілялося таким чином: 27,3 % — особи молодші 18 років, 59,7 % — особи у віці 18—64 років, 13,0 % — особи у віці 65 років та старші. Медіана віку мешканця становила 39,0 року. На 100 осіб жіночої статі у переписній місцевості припадало 113,9 чоловіків;  на 100 жінок у віці від 18 років та старших — 99,3 чоловіків також старших 18 років.
Середній дохід на одне домашнє господарство  становив 70 670 доларів США (медіана — 62 250), а середній дохід на одну сім'ю — 80 512 долари (медіана — 75 000). За межею бідності перебувало 13,3 % осіб, у тому числі 16,8 % дітей у віці до 18 років та 4,7 % осіб у віці 65 років та старших.
Цивільне працевлаштоване населення становило 211 осіб. Основні галузі зайнятості: освіта, охорона здоров'я та соціальна допомога — 37,0 %, публічна адміністрація — 10,0 %, мистецтво, розваги та відпочинок — 10,0 %.